# Greg LeMond
Gregory James (Greg) LeMond (Lakewood (Californië), 26 juni 1961) is een voormalig Amerikaans wielrenner die als professional actief was van 1981 tot 1994. Hij werd in 1983 als eerste niet-Europeaan wereldkampioen wielrennen op de weg en won in 1986 ook als eerste niet-Europeaan zijn eerste Ronde van Frankrijk.

## Carrière

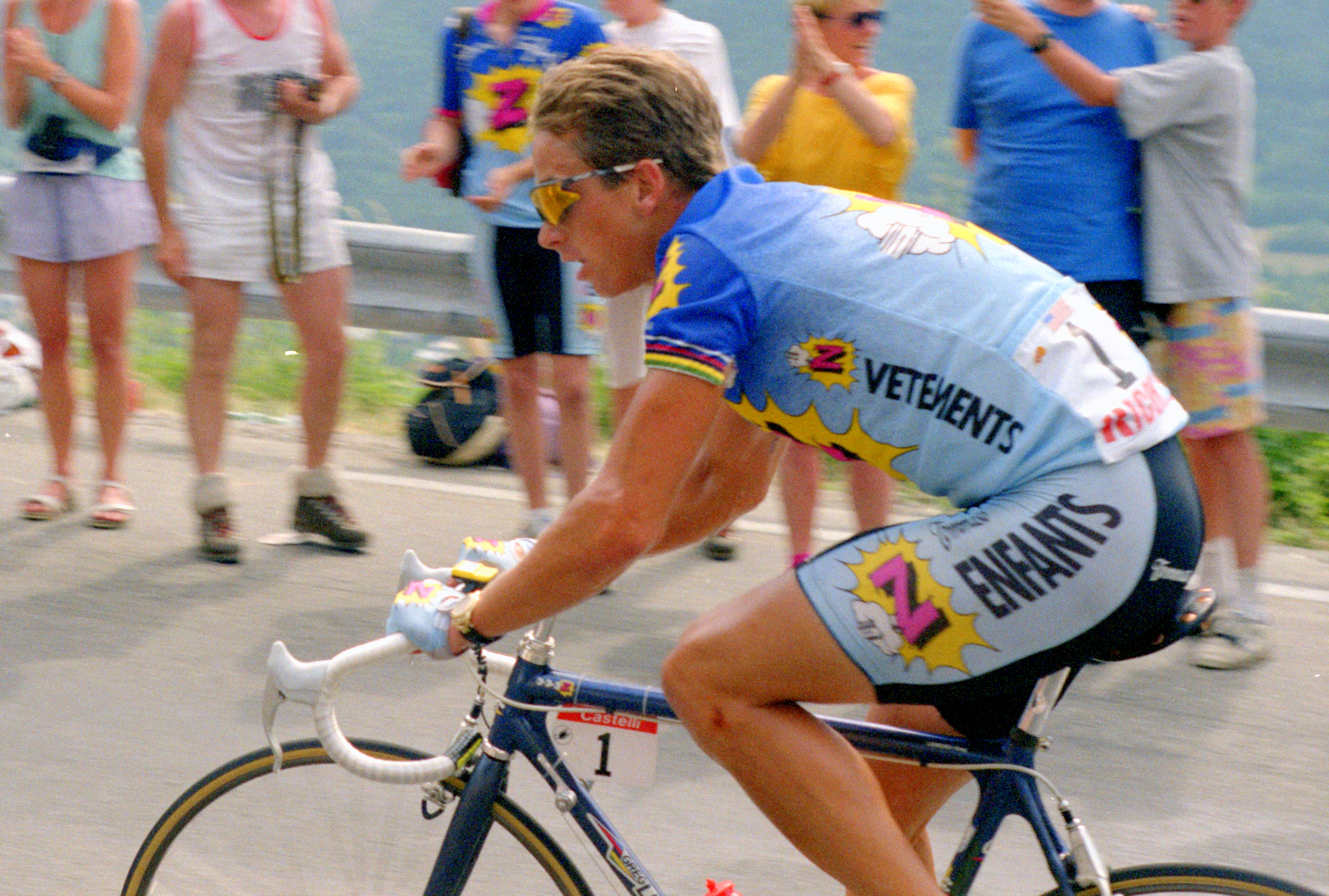
LeMond tijdens de Ronde van Frankrijk 1991

Nadat hij de jaren daarvoor al derde en tweede was geëindigd (aangezien hij in 1985 in dezelfde ploeg reed als Bernard Hinault mocht hij in de Ronde van Frankrijk niet voor eigen kansen gaan), won hij in 1986 de Ronde van Frankrijk.
Na deze zege leek er een einde aan zijn carrière te komen, toen hij de winter erna ernstig gewond raakte tijdens een jachtongeluk met zijn zwager. LeMond reed twee jaar lang amper wedstrijden, maar deed in 1989 toch weer mee aan de Tour. Tot veler verrassing won hij deze editie, door in de afsluitende tijdrit een beslissende voorsprong van acht seconden op zijn naaste concurrent Laurent Fignon te nemen. Dit verschil is tot op heden nog steeds het kleinste verschil waarmee de Tour ooit is gewonnen. Hij startte in de tijdrit met 50 seconden achterstand en wist dit over een afstand van slechts 24,5 km in zijn voordeel om te buigen. LeMond introduceerde in deze Tour de schaalhelm en het triatlonstuur (ook wel spaghettistuur genoemd) in het wielerpeloton. LeMond dankte zijn Tourzege voor een belangrijk deel aan dit stuur. Zijn naaste belager Fignon maakte bezwaar, maar dat werd niet gehonoreerd.
In 1989 werd De cowboy voor de tweede keer wereldkampioen en in 1990 won hij zijn derde Ronde van Frankrijk. Daarna bleven grote successen uit. In 1994 zette hij een punt achter zijn sportieve carrière.

## Heden
Tegenwoordig woont hij in Medina, Minnesota. Hij is eigenaar van LeMond Fitness Inc. (dat zich bezighoudt met ontwikkeling en fabricage van onder andere spinningbikes), LeMond Racing Cycles (fabrikant van onder andere racefietsen), en een restaurant met de naam Tour de France, op France Avenue in Edina, Minnesota. Tevens treedt hij nog regelmatig op in de media als commentator.

## LeMond en doping
LeMond heeft nooit een blad voor de mond genomen als het gaat om dopinggebruik. Hij zette vraagtekens bij de zeven Tourzeges van Lance Armstrong en beschuldigde hem impliciet van dopinggebruik. Daarnaast zou hij getuigen tegen Floyd Landis, die ook verdacht werd van dopinggebruik. Hij werd tijdens het onderzoek hiernaar bedreigd door de manager van Landis. LeMond was gebeld door een man die zei dat hij zou uitweiden over LeMonds jeugd waarin hij werd misbruikt, als hij zou getuigen tijdens de hoorzitting. LeMond kon het nummer achterhalen en ontdekte dat dat het nummer was van de manager van Landis, Will Geoghegan. LeMond stelde dat hij in 2006 aan Landis had onthuld dat hij als kind was misbruikt. Hij vertelde het aan hem, omdat hij er bijna aan kapot ging om dat geheim te houden. Hij wilde Landis laten zien wat het was om een geheim bij je te moeten dragen. Geoghegan werd hierna door Landis op staande voet ontslagen.
Op 10 juli 2008 werd er door de NOS een door Mart Smeets gemaakte documentaire uitgezonden over LeMonds leven. Hierin vertelde LeMond openhartig en soms geëmotioneerd over onder andere het misbruik in zijn jeugd en over hoe het nu eigenlijk zit tussen hem en Bernard Hinault ("Hij was als een grote broer voor me, maar heeft me bedrogen"), Floyd Landis ("Ik hoop dat hij eerlijk is tegenover zichzelf") en Lance Armstrong ("Een rancuneus iemand, hij heeft me bedreigd").

## Palmares
1979
- Wereldkampioen op de weg, Junioren

1980
- Eindklassement Omloop van de Sarthe

1981
- 1e en 7e etappe Coors Classic
- Eindklassement Coors Classic
- 2e etappe (deel A) Ronde van Picardië

1982
- 3e etappe Tirreno-Adriatico
- 4e, 5e en 8e etappe Ronde van de Toekomst
- Eindklassement Ronde van de Toekomst

1983
- 1e etappe Ronde van de Middellandse Zee
- 1e, 5e en 7e (deel B) etappe Dauphiné Libéré
- Eindklassement Dauphiné Libéré
- Wereldkampioen op de weg
- Super Prestige Pernod

1984
- 7e etappe (deel B) Dauphiné Libéré
- Jongerenklassement Ronde van Frankrijk

1985
- 5e etappe Coors Classic
- Eindklassement Coors Classic
- 21e etappe Ronde van Frankrijk

1986
- 5e etappe Ronde van Italië
- 13e etappe Ronde van Frankrijk
- Eindklassement Ronde van Frankrijk
- 4e etappe Ronde van Valencia
- 5e etappe Coors Classic

1989
- 5e, 19e en 21e etappe Ronde van Frankrijk
- Eindklassement Ronde van Frankrijk
- Wereldkampioen op de weg

1990
- Eindklassement Ronde van Frankrijk

1992
- Proloog Tour DuPont
- Eindklassement Tour DuPont

## Resultaten in voornaamste wedstrijden
| Jaar | Ronde van Italië | Ronde van Frankrijk | Ronde van Spanje |
| ---- | ---------------- | ------------------- | ---------------- |
| 1981 |                  |                     |                  |
| 1982 |                  |                     |                  |
| 1983 |                  |                     | opgave           |
| 1984 |                  | ↑                   |                  |
| 1985 | ↑                | ↑ (1)               |                  |
| 1986 | 4e (1)           | ↑ (1)               |                  |
| 1987 |                  |                     |                  |
| 1988 | opgave           |                     |                  |
| 1989 | 39e              | ↑ (3)               |                  |
| 1990 | 105e             | ↑                   |                  |
| 1991 | opgave           | 7e                  |                  |
| 1992 |                  | opgave              |                  |
| 1993 | opgave           |                     |                  |
| 1994 |                  | opgave              |                  |

| Jaar | Milaan-San Remo | Gent-Wevelgem | Ronde van Vlaanderen | Parijs-Roubaix | Luik-Bast.‑Luik | Ronde van Lombardije | Omloop Het Volk | Waalse Pijl |  | WK op de weg |  | Wereldranglijsten  |
| ---- | --------------- | ------------- | -------------------- | -------------- | --------------- | -------------------- | --------------- | ----------- |  | ------------ |  | ------------------ |
| 1981 |                 | 112e          |                      |                |                 |                      |                 |             |  | 47e          |  |                    |
| 1982 | 17e             | 12e           |                      |                |                 |                      |                 |             |  | ↑            |  | 8e (SPP)           |
| 1983 | 30e             | 12e           |                      |                | 78e             | ↑                    |                 | 10e         |  | ↑            |  | (SPP)              |
| 1984 |                 | 9e            | 15e                  |                | ↑               |                      |                 | 30e         |  | 27e          |  | 7e (SPP) 8e (FWR)  |
| 1985 |                 | 18e           | 7e                   | 4e             | 17e             |                      | 4e              |             |  | ↑            |  | (SPP) 4e (FWR)     |
| 1986 | ↑               | 19e           | 11e                  | 30e            | 14e             |                      |                 | 5e          |  | 7e           |  | (SPP) (FWR)        |
| 1987 |                 |               |                      |                |                 |                      | 19e             |             |  |              |  |                    |
| 1988 |                 |               | 30e                  |                |                 |                      |                 |             |  |              |  |                    |
| 1989 |                 |               | 63e                  |                |                 |                      |                 |             |  | ↑            |  | 34e (UWB) 7e (FWR) |
| 1990 |                 |               |                      |                |                 |                      |                 |             |  | 4e           |  | 9e (FWR)           |
| 1991 |                 | 119e          |                      | 55e            |                 |                      |                 |             |  |              |  | 21e (FWR)          |
| 1992 | 22e             |               |                      | 9e             |                 |                      |                 |             |  |              |  | 54e (FWR)          |
| 1993 |                 |               |                      |                |                 |                      |                 |             |  |              |  |                    |
| 1994 |                 |               |                      |                |                 |                      |                 |             |  |              |  |                    |